# HNJ littera
Halmstad Nässjö Järnvägar (HNJ), byggde upp ett sätt att klassificera sina lok, litterasystem, som skiljer sig från övriga banor i Sverige.
System
Den första tiden följde man ett enkelt system som innebar att loken tilldelades bokstäver i alfabetet allteftersom de köptes in. Man började på A och fortsatte till M. Variationer inom lokserierna hanterades med tillägg av liten bokstav 'a', 'b' etc. HNJ gjorde en hel del moderniseringar och ombyggnader av äldre lok, framförallt i E-klassen, där en hel del omnumreringar än idag vållar debatt bland lokforskare om vilka lok som döljer sig bakom numren.
1932 gjordes en radikal omarbetning av systemet. Man införde ett littera som beskrev loktypens avsedda tjänstgöring med stor bokstav B (Blandad tågtjänst), G (Godståg), P (Persontåg) eller T (Tanklok). Härpå följer en siffra som beskriver lokets dragkraft i Mp(ton). Sist kommer åtskillnad mellan olika typer med lika egenskaper med en liten bokstav.
Ett exempel: P6b - Persontågslok med 6 Mp(ton) dragkraft utförande b.

Förekommande littera hos HNJ - nya och gamla:
| Gamla litt | Nya litt | Lok Nr          | SJ litt | Kommentar                                     |
| ---------- | -------- | --------------- | ------- | --------------------------------------------- |
| A          | -        | 1,2,5,6         | -       |                                               |
| B, Bb1917  | T4       | 3,4 (20,21)1917 | -       | 1917 fick nr 3 och 4 nya nr 20,21             |
| C          | -        | 9,10            | -       |                                               |
| D          | -        | 7,8             | -       |                                               |
| Ea, Ea1    | B5       | 11,12           | (L28)   | Delar av 12 hopbyggda med 29 1943(?)          |
| Eb, Ea2    | B5b      | 13-16           | L28     |                                               |
| Ec, Eb     | B5b      | 20,21,31,32     | L28     | 20,21 omnumrerade till 29,30 år 1912-13       |
| F          | P6b      | 17,18           | L26     |                                               |
| G          | -        | 33,34           | -       | Ombyggda till tanklok litt Gc                 |
| Gb         | G6       | 35-37           | -       |                                               |
| Gc         | T6       | 33,34           | K22     | Omb från G 1928 och 1933                      |
| Ba         | -        | 19, Nummerlös   | -       | 'Nummerlös' byggnadslok på VCJ, senare HRRJ 5 |
| H          | G8       | 22-25           | E7      |                                               |
| I          | -        | 26              | -       |                                               |
| K          | P6       | 27,28           | L27     |                                               |
| M          | G10      | 38-41           | E8      | 38 omb till tanklok 1932                      |
| Ma         | T10      | 38              | N4      | Omb från M 1932                               |
| Mb         | G12      | 42-47           | E9      |                                               |
| -          | T6       | 48-50           | Kh/K4   | SJ Kh köpta 1936 (Borde blivit T6b?)          |
| -          | P7       | 51              | A7      | Fd DJ 9 inköpt 1940                           |